# Прозоровские
Про́зоровские — русский княжеский род из числа ярославских Рюриковичей, угасший в 1870 году.
Род внесён в Бархатную книгу. При подаче документов (3 апреля 1682 года) для внесения рода в Бархатную книгу была предоставлена родословная роспись князей Прозоровских. Род князей Прозоровских внесён в V-ю часть родословной книги Московской и Тульской губерний.

## История рода
Происходит от ярославских князей, а именно от святого князя Давида Фёдоровича (?—1321), младший сын которого, Михаил, был удельным князем моложским.
Внук последнего, князь Иван Фёдорович, и был родоначальником князей Прозоровских, получивших имя от центра их удела — села Прозорово (ныне Брейтовского района). Иван Фёдорович был вторым воеводой передового полка в Смоленском походе (1492), вместе с другими боярами отправлен (13 января 1495) в Вильну, присутствовать при бракосочетании дочери великого князя Ивана III, Елены, с великим князем литовским Александром, участвовал в походе к Выборгу (1496), в Лифляндию (1502 и 1503), в Смоленском походе (1508).
Родословные дают Ивану Фёдоровичу двух сыновей, Юрия и Андрея, ещё удельных князей. Князь Юрии Иванович имел детей: Андрей и Фёдор, считается родоначальником угасших князей Судских.
Сын Андрея, воевода Иван Андреевич (Пуговица), имел 3-х сыновей: Василия, Александра и Никиту.
Князь Семён Васильевич Прозоровский (1586—1659), внук Александра Ивановича, был боярином при царе Алексее Михайловиче;
Один из его сыновей, князь Иван Семёнович (1618—1670), боярин и первый воевода в Астрахани, тяжело раненый при взятии этого города Стенькой Разиным, был сброшен с башни по приказанию Разина, а малолетний сын его — повешен за ноги на городской стене (1670);
Другой сын князя Семёна Васильевича, Пётр Меньшой, был боярином в правление царевны Софии. Из девяти внуков князя Семёна Васильевича шестеро были боярами; один из них, князь Пётр Иванович, во время первой поездки Петра Великого за границу был членом совета, управлявшего государством.
Князь Иван Андреевич (1712—1786) был генерал-аншефом, князь Александр Александрович (1733—1809) — фельдмаршалом. Варвара Ивановна Прозоровская (1750—1806) стала женой великого русского полководца А. В. Суворова.
Род князей Прозоровских пресёкся в 1870 году, но ещё в 1854 году фамилия эта была передана князю Фёдору Сергеевичу Голицыну и его потомству, через его брак с Анной, дочерью генерал-фельдмаршала князя А. А. Прозоровского, с правом писаться князем Прозоровским-Голицыным.

## Описание герба
В щите, разделённом на четыре равные части, находится в середине малый щиток, на котором изображён чёрный медведь, стоящий на задних лапах и держащий на плечах золотой топор. В первой части — в голубом поле ангел в серебрянотканой одежде, держащий в правой руке обнажённый серебряный меч, а в левой — золотой щит. Во второй части — в серебряном поле коронованный чёрный змей с красными крыльями. В третьей части — в красном поле серебряный медведь. В четвёртой части — в серебряном поле чёрная пушка на золотом лафете, а на пушке — райская птица. Щит покрыт мантией и шапкой, принадлежащих княжескому достоинству.

#### Геральдика
Геральдическая традиция в роде князей Прозоровских начала формироваться в конце XVII века. Печать князя Петра Семеновича Прозоровского (1682) вполне геральдична, со щитом, шлемом, короной, подобием нашлемника и намётом. Но в поле изображены три дерева, не связанные с генеалогией семьи и не перешедшие в родовой герб.
С. Н. Тройницкий раскрывая значение эмблем герба Прозоровских, не пояснил смысл помещенного во втором поле казанского герба. В дальнейшем он вернулся к изучению семантики герба и высказал предположение, что этот символ использовался по ошибке вместо герба астраханского. Последний, по догадке С. Н. Тройницкого, должен был указывать на важное в истории рода событие — участие в борьбе со Степаном Разиным астраханского воеводы, боярина, князя Ивана Семеновича Прозоровского, которого повстанцы сбросили с башни. Одновременно погиб его малолетний сын князь Борис Меньшой и брат князь Михаил Семенович, убитый на городской стене. Возможно, князья Прозоровские хотели увековечить этот факт астраханским гербом, но спутали его с казанским, что часто бывало на памятниках XVII века. В той же публикации С. Н. Тройницкий сообщил, что не может раскрыть смысл пермского медведя, но перестал связывать его с моложским уделом, которым владели князья Прозоровские.
Известен также герб военного врача, статского советника Константина Прозоровского, пожалованный в дипломе от 09 марта 1851 года. В нем эмблемы, неправомерно заимствованные из герба однофамильных князей, сочетались с символами, указывавшими на службу владельца. В представленном просителем проекте изображались идущий влево чёрный медведь, казанский и киевские гербы. Хотя узурпация символов была исправлена при утверждении герба, в официальном варианте сохранился идущий вправо золотой медведь, а в нашлемнике — черный змий с красными крыльями и красной короной на голове.

## Известные представители
- Князь Прозоровский Семён Васильевич — стольник, потом окольничий и боярин, воевода в Переславле-Рязанском(1619), в Астрахани (1620), в Путивле (1627—1629), в Ржеве (1632), в Короче (1640—1641), в Путивле (1649—1651).
- Князь Прозоровский Матвей Васильевич — стольник, воевода в Торопце (1628—1629), в Курске (1631—1633), на Вятке (1638), в Вязьме (1648—1649).
- Князь Прозоровский Пётр Семёнович (Большой) — стольник, воевода на Двине (1656—1659), в Смоленске (1665—1667), в Терках (1668—1673), в Вятке (1677).
- Князь Прозоровский Иван Семёнович — стольник, воевода в Астрахани (1668—1670).
- Князь Прозоровский Михаил Семёнович — воевода в Астрахани (1668—1670).
- Князь Прозоровский Василий Петрович — стольник, воевода в Киеве (1675).
- Князь Прозоровский Пётр Семёнович (Меньшой) — боярин, воевода в Киеве (1682—1683), в Тобольске (1684—1686), в Новгороде-Великом (1689).
- Князь Прозоровский Никита Петрович (Меньшой) — воевода в Новгороде-Великом (1691).
- Князь Прозоровский Александр Петрович (Меньшой) — комнатный стольник царя Иоанна Алексеевича (1692).
- Князь Прозоровский Борис Иванович — ближний боярин, воевода в Новгороде-Великом (1692—1697).
- Князь Прозоровский Алексей Петрович — боярин, воевода в Азове (1697—1699)[10][11].